# Rhabdomastix (Rhabdomastix) himalayensis
Rhabdomastix (Rhabdomastix) himalayensis is een tweevleugelige uit de familie steltmuggen (Limoniidae). De soort komt voor in het Oriëntaals gebied.